# Норі (село)
Но́рі (рос. Нори) — село у складі Надимського району Ямало-Ненецького автономного округу Тюменської області, Росія. Входить до складу Кутоп'юганського сільського поселення.
Населення — 361 особа (2010, 455 у 2002).
Національний склад станом на 2002 рік: ненці — 66 %.